# الشاذلي العياري
الشاذلي العياري، خبير اقتصادي وسياسي ودبلوماسي تونسي، شغل عدة مناصب وزارية في ظل حكومة الحبيب بورقيبة وكان رئيس البنك المركزي التونسي من 24 يوليو 2012 إلى 16 فبراير 2018. ولد بتونس العاصمة في 21 أوت 1933 وتوفي في 28 جانفي 2021.

## النشأة والتعليم
ولد العياري في تونس. بعد دراسته الثانوية في المدرسة الصادقية، التحق بمدرسة الدراسات العليا في العلوم الاجتماعية في باريس. حصل على الدكتوراه في الاقتصاد عام 1961 ودرجة الماجستير في القانون الخاص من مدرسة الدراسات العليا في العلوم الاجتماعية بجامعة باريس السوربون.

## مسيرته
بدأ العياري مسيرته المهنية كرئيس قسم في الشركة التونسية للبنك قبل أن يصبح أستاذاً مساعداً في جامعة تونس في العام التالي. حصل على شهادة agrégation في الاقتصاد من جامعة باريس وأصبح أستاذاً في جامعة تونس وكلية الحقوق والعلوم والاقتصاد والسياسة بسوسة في تونس، بالإضافة إلى كونه أستاذا مساعدا في جامعة إيكس مرسيليا وجامعة نيس صوفيا أنتيبوليس. صار عميد كلية الحقوق والاقتصاد والإدارة بتونس بين 1965 و1967
خلال مسيرته المهنية، حصل على لقب دكتوراه فخرية من جامعة إيكس مرسيليا والرئيس الفخري للرابطة الدولية لعلماء الاجتماع الناطقين بالفرنسية.
بصفته باحثا، درس العياري العلاقات المالية والنقدية الدولية، وسياسات الاقتصاد الكلي، والتنمية البشرية. شارك في العديد من المنتديات والمؤسسات البحثية الدولية، مثل منتدى البحوث الاقتصادية في القاهرة. كما شغل منصب نائب رئيس المجلس الوطني التونسي الاستشاري للبحث العلمي والتكنولوجيا. كان المدير العام لمركز الدراسات والبحوث الاقتصادية والاجتماعية من 1967 إلى 1969، وعضو المجلس العلمي للمؤسسة التونسية للترجمة وإعداد النصوص والدراسات، وعضو المجلس التونسي للبحث العلمي والتكنولوجي، وعضو فخري في الأكاديمية التونسية للعلوم والآداب والفنون (مؤسسة بيت الحكمة). ألّف العديد من الكتب التي ركزت على القضايا الاقتصادية والمالية والنقدية والاجتماعية والسياسية، ونُشرت كتبه باللغات الفرنسية والعربية والإنجليزية والألمانية. نُشرت العديد من مقالاته في مجلة العلوم الاجتماعية التونسية.
كان العياري مناضلا في الحركة الوطنية التونسية كعضو في الاتحاد العام لطلبة تونس. ثم شغل منصب عضو المكتب السياسي واللجنة المركزية للحزب الاشتراكي الدستوري حتى عام 1975. عينه الرئيس الحبيب بورقيبة في العديد من المناصب الوزارية في حكومته. شغل منصب وزير الإسكان والتخطيط من 7 نوفمبر 1969 إلى 12 يونيو 1970 ومرة أخرى من 25 سبتمبر 1974 إلى 19 فبراير 1975. كان وزير الشباب والرياضة من 12 يونيو 1970 إلى 6 نوفمبر 1970، بينما كان يشغل أيضًا منصب وزير التربية والتعليم من 12 يونيو 1970 إلى 29 أكتوبر 1971. وشغل منصب وزير المالية في الفترة من 22 مارس 1972 إلى 25 سبتمبر 1974. في 22 يناير 2010، تم تعيينه بمرسوم في مجلس المستشارين.

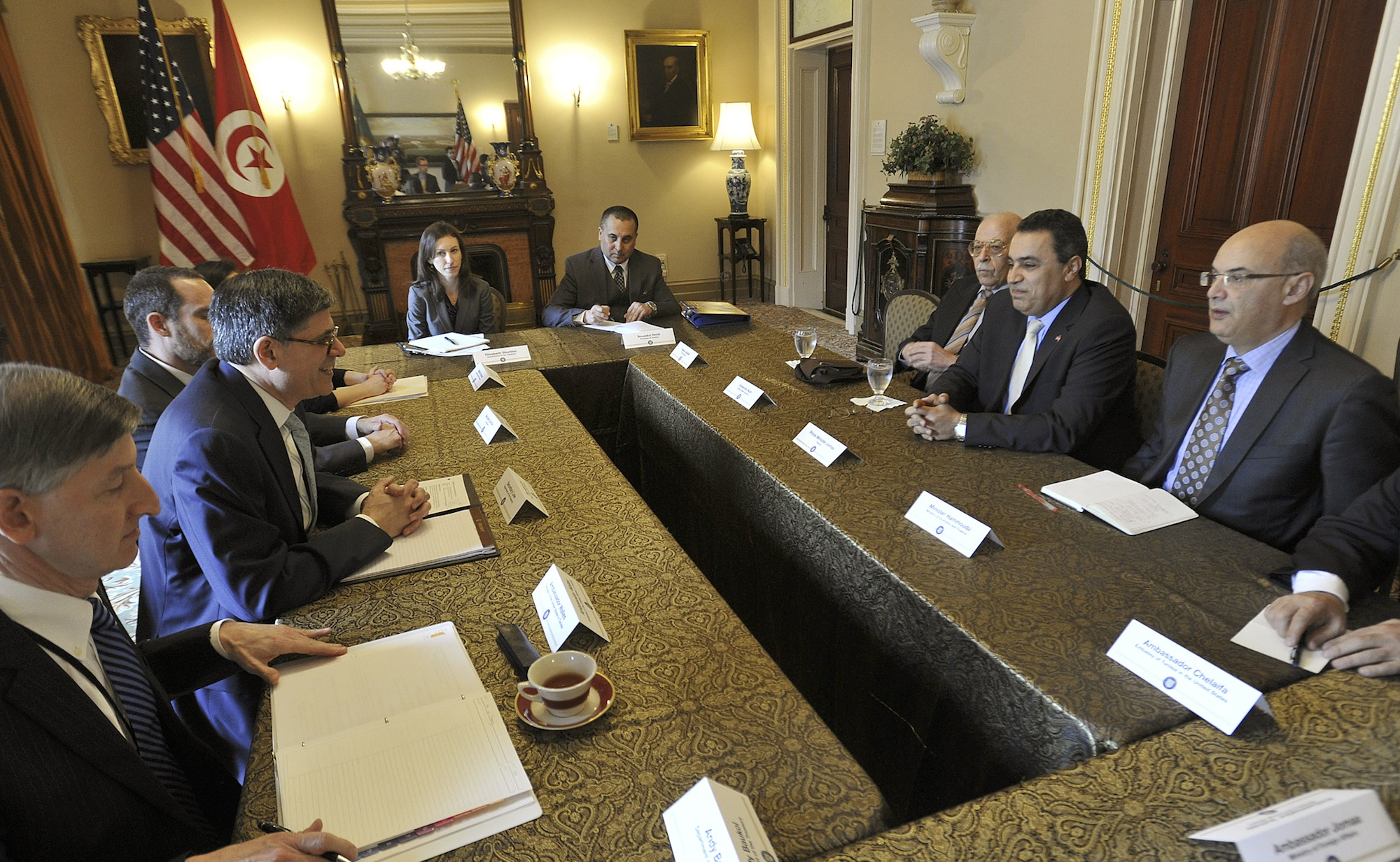
الشاذلي العياري مع مهدي جمعة وحكيم بن حمودة في لقاء مع جاكوب لو (واشنطن، 7 نيسان / أبريل 2014).

شغل العياري عدة مناصب ومسؤوليات دبلوماسية، مثل المستشار الاقتصادي للوفد التونسي في الأمم المتحدة بنيويورك من 1960 إلى 1964. كما كان سفيراً للمفوضية الأوروبية وبلجيكا ولوكسمبورغ عام 1972. شغل منصب رئيس لجنة التنمية الصناعية في الأمم المتحدة عام 1962، والمصرف العربي للتنمية الاقتصادية في أفريقيا من عام 1963 إلى عام 1964، والمدير التنفيذي للبنك الدولي من عام 1964 إلى عام 1965، وعضوًا في المجلس الاستشاري لبنك التنمية الأفريقي.
تم تعيين العياري رئيسًا للبنك المركزي التونسي في 24 يوليو 2012، خلفًا لمصطفى كامل النابلي ووافق عليه المجلس الوطني التأسيسي التونسي بأغلبية 97 صوتًا مقابل 89 صوتًا وامتناع 4 أعضاء عن التصويت. تعرض تعيينه لانتقادات شديدة بسبب علاقته بالحاكم السابق زين العابدين بن علي، الذي أطاحت به الثورة التونسية عام 2011. كرئيس للبنك، سعى إلى تحسين الوضع الاقتصادي التونسي، مع إدخال إصلاحات على الأنظمة المصرفية والمالية داخل البلاد. بفضل جهوده، حصل على جائزة «تتويج» للتميز والجودة في الوطن العربي عام 2014. في عام 2017، حصل على درجة ب في Central Banker Report Cards (بطاقات تقرير البنك المركزي) التي تمنحها مجلة جلوبال فينانس الأمريكية. في 14 فبراير 2018، أكد العياري لمجلس نواب الشعب في جلسة استماع أن وضع تونس على القائمة السوداء للبرلمان الأوروبي كان قرارا سياسيًا بحتًا. وفي اليوم نفسه، قدم استقالته من رئاسة البنك المركزي التونسي إلى رئيس الوزراء يوسف الشاهد. تم تعيين خليفته مروان عباسي في 19 فبراير 2018.

## الحياة الشخصية
هو نجل صادوق وفطومة العياري. تزوج من إلين فاتو عام 1959، وعاش الزوجان في قمرت حيث ولد أطفالهما الثلاثة.
توفي العياري بسبب مرض فيروس كورونا 2019 خلال جائحة فيروس كورونا في تونس.

## الجوائز والتشريفات
- الصنف الأكبر من وسام الاستقلال التونسي
- الصنف الأكبر من وسام الجمهورية التونسية[38]
- الضابط الكبير في وسام 7 نوفمبر[39]
- رتبة ضابط كبير من وسام جوقة الشرف

## وفاته
توفي الشاذلي العياري يوم الخميس 28 جانفي 2021 في أحد المصحات الخاصة بتونس العاصمة بعد أن تدهورت حالته الصحية.

## كتب ومقالات
- المدخرات في تونس، 1961.[40]
- تحليل الهيكل الاقتصادي: وظائف الهيكل الاقتصادي، مركز الدراسات والبحوث الاقتصادية والاجتماعية، تونس، 1968. (بالفرنسية)[41]
- التعاون بين الجامعات في تعزيز التنمية، مونتريال، 1969.(بالفرنسية)[42]
- مقاربة اقتصادية قياسية لمشكلة النمو المتوازن والنمو غير المتوازن في تونس، 1969.[43]
- الشراكة واستراتيجيات التنمية الجديدة في منطقة الأورو-متوسطية من أجل نهج إقليمي متكامل بين الشمال والجنوب[44]
- تجديد أولوية التنمية: تنفيذ إستراتيجية التنمية الدولية؛ أول استعراض وتقييم شاملين للتقدم المحرز خلال عقد الأمم المتحدة الثاني للتنمية (بالإنجليزية)، نيويورك، الأمم المتحدة، 1973.[45]
- الارتقاء بالصناعة ومنطقة التجارة الحرة الأوروبية التونسية: تحليل من حيث الديناميات الهيكلية للأنظمة الاقتصادية.[46]
- آليات ومؤسسات التعاون العربي الأفريقي، المصرف العربي للتنمية الاقتصادية في أفريقيا، الخرطوم 1975.[47]
- مجموعة من الخطابات (بالإنجليزية)، الخرطوم، 1976.[48]
- اقتصاد وسكان الجنوب التونسي، 1976.[49]
- نظام التعليم والتشغيل والتصنيع: حالة تونس، 1979. (بالفرنسية)[50]
- آفاق جديدة للتعاون العربي الأفريقي، محرر. المصرف العربي للتنمية الاقتصادية في أفريقيا، الخرطوم، 1981.[51]
- العالم العربي في سياسة التعاون الدولي، 1981.[52][53]
- أي مستقبل للتعاون؟، 1982.[54]
- أي إستراتيجية لتنمية أفريقيا؟، 1983.[55]
- التعاون العربي الأفريقي: الإنجازات وقضايا المستقبل، 1984. (الإنجليزية)[56]
- (بالإنجليزية) التعاون العربي الأفريقي: مواجهة تحدي الثمانينيات، المصرف العربي للتنمية الاقتصادية في أفريقيا، الخرطوم، 1985.[57]
- عشر سنوات من التعاون الإفريقي العربي 1975-1984 (بالاشتراك مع أنتوني سيلفستر والصادق بن مامي وسمير الغربي)، منشورات البنك العربي للتنمية الاقتصادية، الخرطوم، 1985 (ر د م ك 2-85258-361-5). (بالأنقليزية).[58]
- الاكتفاء الذاتي الغذائي والتنمية الاقتصادية المتكاملة في دول الساحل الأفريقي، 1986.[59]
- هل يبتعد رأس المال العربي الخاص عن تونس؟، 1990.[60]
- البحر الأبيض المتوسط والمجتمع الأوروبي: تحديات التعاون، 1990.[61]
- حرب الخليج ومستقبل العرب: نقاش وآراء، منشورات سيريس، تونس 1991 (ر د م ك 9973-700-53-8). (بالفرنسية).[62]
- سياسات سعر الصرف وتعديل الاقتصاد الكلي. التحليل الديناميكي، 1991.[63]
- رهانات متوسطية: من أجل تعاون أوروعربي، تونس 1992 (ر د م ك 9973-716-76-0).(بالفرنسية).[64]
- البحر الأبيض المتوسط الاقتصادي. التقرير العام الأول عن أوضاع السكان المحليين في أوائل التسعينيات [عمل جماعي]، تحرير. إيكونوميكا، باريس، 1992.[65]
- العرب والنظام العالمي الجديد، مجلة الشؤون العربية، 1993.[66]
- تونس وأوروبا: من أجل شراكة جديدة، 1996.[67]
- استراتيجيات البنك المركزي ومصداقية السياسة النقدية: مقال عن الرهانات النظرية الجديدة للاستقرار والآثار التجريبية في الاقتصادات النامية، 1997.[68]
- الكتاب التكريمي للحبيب العيادي، منشورات مركز النشر الجامعي تونس 2000 (ر د م ك 9973-948-30-0). (بالفرنسية).[69]
- نظام التنمية التونسي سنوات 1962-1986، مركز النشر الجامعي تونس 2003 (ر د م ك 9973-3-7132-1). (بالفرنسية).[70]
- المتغيرات الدولية والأدوار الإقليمية الجديدة [عمل جماعي]، محرر. المعهد العربي للبحوث والنشر 2005.
- تونس: من أجل نموذج اقتصادي ما بعد الثورة، 2013. (بالفرنسية)[71]